# Tandem (film 1987)
Tandem – francuski komediodramat z 1987 roku w reżyserii Patrice'a Leconte'a. Zdjęcia kręcono w Paryżu, Deauville, Arles, Orange i Suresnes.

## Obsada
- Jean Rochefort – Michael Mortez
- Gérard Jugnot – Rivetot

## Fabuła
Mortez prowadzi od lat własny program w radiu. O ile kiedyś był niezwykle popularny, dziś się starzeje, a jego popularność znacznie zmalała. W końcu program ma być zdjęty z anteny. Mortez, wraz ze swym wiernym przyjacielem Rivetotem, wyruszają w podróż po Francji w celu promowania ich programu. Rivetot nie tylko pilnuje Morteza, by nie stracił pieniędzy na hazard i nie zrobił sobie krzywdy, lecz także ukrywa przed nim prawdę, że decyzję już dokonano i jego program zostanie wkrótce usunięty.

## Nagrody i nominacje
- Cezar dla Stéphane Bielikoff i Sadi Nouri za najlepszy plakat filmowy (1988).
- Nominacja do Cezara za najlepszy film i jako najlepszego reżysera, dla Gérarda Jugnota i Jeana Rocheforta jako najlepszych aktorów, dla Patrice'a Leconte i Patricka Dewolfa za najlepszy scenariusz oryginalny (1988).